# Caldas
Caldas é um município brasileiro do interior do estado de Minas Gerais, localizado na Região Geográfica Imediata de Poços de Caldas, no Sul de Minas. De acordo com o censo realizado pelo Instituto Brasileiro de Geografia e Estatística (IBGE) em 2022, sua população é de 14 217 habitantes.

## História
Os primeiros habitantes de Caldas de que se tem registro eram os indígenas cataguases.
No final do século XVIII e início do século XIX, a região de Caldas foi povoada por habitantes das vilas mineradoras de Minas Gerais, como Vila Rica, São João del-Rei, Tijuco e Aiuruoca, desiludidos com a decadência e o fim da mineração de ouro. Esses colonizadores passaram a se dedicar à agropecuária, com condições favoráveis na região, que passou a ficar conhecida como "Campos de Caldas".
Um dos primeiros a colonizar os Campos de Caldas foi o português Antônio Gomes de Freitas e sua esposa Maria Rodrigues Machado, residentes em Aiuruoca. Eles compraram a Fazenda dos Bugres por volta de 1780, cujo nome foi dado por julgarem que ali existia uma aldeia de indígenas (denominados ofensivamente de "bugres"). Nessa propriedade, surgiu o povoado de Campos de Caldas, hoje a cidade de Caldas.
Um alvará régio de 27 de março de 1813 elevou o povoado de Campos de Caldas à categoria de freguesia, com o nome "Nossa Senhora do Patrocínio do Rio Verde das Caldas".
A freguesia foi elevada à categoria de vila, com o nome "Caldas", por meio da Lei nº 134, de 16 de março de 1839, sendo instalada em 13 de dezembro do mesmo ano. A vila recebeu o título de cidade e comarca em 24 de dezembro de 1874, por meio da Lei provincial nº 2087.
Em 1876, iniciou-se o cultivo de uvas em Caldas, que ficou conhecido em todo país. Tanto que, entre 1938 e 1948, o município teve a denominação Parreiras. 
Ao longo da história, Caldas sofreu com perdas de território para a criação de municípios: Poços de Caldas (1888), Santa Rita de Caldas (1943) e Ibitiúra de Minas (1962).
Caldas é um dos maiores municípios em extensão territorial do Sul de Minas Gerais e além disso é precursora de várias cidades da Região, como Poços de Caldas, Santa Rita de Caldas, Ipuiúna e Andradas.

## Economia
Segundo a pesquisa Produção Agrícola Municipal do IBGE, a cidade está entre as 20 maiores produtores de batata-inglesa (em área plantada) de Minas Gerais.
A cidade é a segunda maior produtora de uvas do Sul de Minas e quarta maior de Minas Gerais, com 151 hectares e produção de 955 toneladas de uvas.
A produção de uvas, que rareou durante um tempo, foi retomada com o Núcleo Tecnológico EPAMIG Uva e Vinho, onde é desenvolvida tecnologia para o plantio de vinhas e desenvolvimento do vinho em todo o Estado.
A cidade possui grande rebanho bovino. Cerca de 22 mil litros de leite, fornecido por famílias de 300 pequenos produtores do próprio município, abastecem as fábricas produtoras de doces. Em 2008, a produção de doces de uma delas, que tem cerca de 130 funcionários, atingiu 1,2 milhão de potes.
O setor do turismo compreende-se às Festa da Uva, Carnaval, Arraial de Caldas e Festa do Biscoito, tradicionais da cidade. Existe ainda a produção de alimentos como o tomate, a cenoura e a mandioquinha.

## Turismo
Destaca-se a Festa do Biscoito, e do ecoturismo, em áreas como a Pedra Branca, cuja altitude é de cerca de 1 760 m.
No distrito de Pocinhos do Rio Verde encontram-se hotéis, balneário, chalés, pousadas, vinhedos, prédios de antigas vinícolas (alguns transformados em bistrôs).
Na igreja matriz, encontra-se o quadro Anunciação a Virgem Maria do pintor sueco Frederico Westin, considerado o Rafael da Escandinávia.
A cidade de Caldas também é procurada pelos doces caseiros em pasta, em calda e cristalizados, além de manteigas e outros derivados do leite e vinhos. É possível encontrar diversos hotéis na cidade por conta do turismo. Artesanatos é também um dos destaques.
A antes extinta Festa da Uva, realizada na última semana de janeiro,  durava em torno de uma semana e contava com exposições de uvas, bailes, coroação da Rainha da Uva, manifestações folclóricas e desfile de carros alegóricos.Atualmente uma comissão formada entre prefeitura e cidadãos tenta resgatar a Festa Que voltará acontecer normalmente a partir de 2013.
Em Caldas ainda persiste a tradicional Festa do Biscoito, um grande atrativo pra os turistas. Realizada em julho, época na qual são registradas as menores temperaturas do ano.

## Geografia

### Geologia e geomorfologia
O território do município é assim descrito conforme as características de relevo: ondulado (67%), montanhoso (30%) e plano (3%).
A mineração em Caldas é caracterizada pela extração de minerais metálicos, como a bauxita, potássio, manganês e zircônio, e não-metálicos, como argila, brita, granito, sienito nefelínico, leucita, zircão e rochas ornamentais.

### Clima
Segundo dados do Instituto Nacional de Meteorologia (INMET), desde 1961 a menor temperatura registrada em Caldas foi de −5 °C em 10 de julho de 1994 e a maior atingiu 35,2 °C em 15 de outubro de 2014. O maior acumulado de precipitação em 24 horas foi de 166,6 milímetros (mm) em 1 de janeiro de 2007. Outros acumulados iguais ou superiores a 100 mm foram: 118,1 mm em 30 de novembro de 2003, 117 mm em 4 de fevereiro de 1995, 113,4 mm em 22 de dezembro de 1966, 113,2 mm em 22 de fevereiro de 1970, 113,4 mm em 31 de dezembro de 1982, 113 mm em 23 de dezembro de 1984, 108 mm em 12 de janeiro de 1986, 106 mm em 1 de janeiro de 1970 e 104,8 mm em 14 de dezembro de 1983. Dezembro de 1986 foi o mês de maior precipitação, com 780,8 mm. Desde dezembro de 2006, a maior rajada de vento alcançou 21,5 m/s (77,4 km/h) em 12 de outubro de 2009 e o menor índice de umidade relativa do ar foi de 10% em setembro de 2011, nos dias 3 e 6, e ainda em 8 de setembro de 2016 e 15 de setembro de 2017.
| Dados climatológicos para Caldas | Dados climatológicos para Caldas | Dados climatológicos para Caldas | Dados climatológicos para Caldas | Dados climatológicos para Caldas | Dados climatológicos para Caldas | Dados climatológicos para Caldas | Dados climatológicos para Caldas | Dados climatológicos para Caldas | Dados climatológicos para Caldas | Dados climatológicos para Caldas | Dados climatológicos para Caldas | Dados climatológicos para Caldas | Dados climatológicos para Caldas |
| Mês | Jan                              | Fev                              | Mar                              | Abr                              | Mai                              | Jun                              | Jul                              | Ago                              | Set                              | Out                              | Nov                              | Dez                              | Ano                              |
| --- | -------------------------------- | -------------------------------- | -------------------------------- | -------------------------------- | -------------------------------- | -------------------------------- | -------------------------------- | -------------------------------- | -------------------------------- | -------------------------------- | -------------------------------- | -------------------------------- | -------------------------------- |
| Temperatura máxima recorde (°C) | 33,6                             | 32,9                             | 30,9                             | 30,6                             | 28,6                             | 28                               | 28,4                             | 31,5                             | 34,4                             | 35,2                             | 32,5                             | 32,4                             | 35,2                             |
| Temperatura máxima média (°C) | 26,4                             | 26,6                             | 26,5                             | 25,5                             | 23,2                             | 22,5                             | 22,8                             | 24,6                             | 25,4                             | 26,3                             | 26,2                             | 25,9                             | 25,2                             |
| Temperatura média compensada (°C) | 20,9                             | 21                               | 20,6                             | 18,8                             | 15,8                             | 13,8                             | 14                               | 15,5                             | 17,8                             | 19,5                             | 20,1                             | 20,4                             | 18,2                             |
| Temperatura mínima média (°C) | 16,7                             | 16,5                             | 15,9                             | 13,1                             | 9,3                              | 6,7                              | 6,4                              | 7,4                              | 11,2                             | 13,7                             | 15,1                             | 16,1                             | 12,3                             |
| Temperatura mínima recorde (°C) | 9,9                              | 8,8                              | 7,3                              | 2,1                              | −0,9                             | −4,6                             | −5                               | −3,6                             | 0,6                              | 1                                | 4,8                              | 6,6                              | −5                               |
| Precipitação (mm) | 295,3                            | 224,6                            | 187,1                            | 77,9                             | 67                               | 23,8                             | 19,9                             | 29,4                             | 78,9                             | 136,3                            | 174,6                            | 287,3                            | 1 602,1                          |
| Dias com precipitação (≥ 1 mm) | 18                               | 15                               | 14                               | 8                                | 6                                | 3                                | 2                                | 4                                | 7                                | 10                               | 13                               | 18                               | 118                              |
| Umidade relativa compensada (%) | 81,3                             | 81,1                             | 80,3                             | 78,2                             | 78,6                             | 77,2                             | 73,7                             | 68,9                             | 70,6                             | 74,5                             | 77,2                             | 80,7                             | 76,9                             |
| Insolação (h) | 120,9                            | 128                              | 141,2                            | 183,5                            | 186,7                            | 190,2                            | 196,6                            | 216,2                            | 150,7                            | 150,1                            | 141,8                            | 129,6                            | 1 935,5                          |
| Fonte: Instituto Nacional de Meteorologia (normal climatológica de 1981-2010; recordes de temperatura de 01/01/1961 a 31/05/1987 e 01/12/1988-presente) |                                  |                                  |                                  |                                  |                                  |                                  |                                  |                                  |                                  |                                  |                                  |                                  |                                  |

### Hidrografia
O município está inserido dentro da bacia hidrográfica do Rio Grande, tendo como principais cursos d'água que passam em seu território os rios Pardo, Verde, Capivari e Soberbo e os ribeirões dos Bugres, da Pedra Branca e das Campinas.

### Distritos
Além da sede, o município conta com quatro distritos: Laranjeiras de Caldas, Santana de Caldas, São Pedro de Caldas e Pocinhos do Rio Verde.

## Filhos ilustres
- Ver Categoria:Naturais de Caldas